# Родионов, Евгений Александрович
Евге́ний Алекса́ндрович Родио́нов (23 мая 1977, с. Чибирлей, Кузнецкий район, Пензенская область, РСФСР, СССР — 23 мая 1996, с. Бамут, Ачхой-Мартановский район, Чечня, Россия) — российский военнослужащий, рядовой Назранского отряда Пограничных войск Российской Федерации. На Первой чеченской войне вместе с группой сослуживцев долгое время провёл в плену, подвергаясь пыткам. Награждён орденом Мужества (посмертно).

## Биография

### Детство и юность
Родился 23 мая 1977 года в селе Чибирлей Кузнецкого района Пензенской области. Его отец Александр Константинович, был столяром, плотником, мебельщиком (скончался через неделю после вести о гибели сына). Мать — Любовь Васильевна, по специальности мебельщик-технолог.
В год с лишним Родионов был крещён, однако нательного креста не носил, и лишь в конце 1980-х годов бабушка сводила Евгения в храм, где ему дали крестик. Хотя мать Евгения отрицательно относилась к ношению сыном креста, он и не думал его снимать; лишь со временем переменил цепочку на толстую верёвочку.
Окончил девять классов общеобразовательной школы в посёлке Курилово Подольского района Московской области, а затем работал на мебельной фабрике (сборщиком, обойщиком, раскройщиком), учился на водителя.

### Служба в армии
Был призван на срочную службу 25 июня 1995 года в пограничные войска Федеральной Пограничной Службы России. Проходил боевую подготовку в учебном подразделении войсковой части 2631 Пограничных войск РФ (ныне расформирована) в городе Озёрске Калининградской области. Военную присягу принял 10 июля 1995 года. После подготовки в учебном центре служил гранатомётчиком на 3-й пограничной заставе 3-й мотоманёвренной группы 479 Пограничного отряда особого назначения (в/ч 3807, расформирована в 1998 году) современного Краснознамённого пограничного управления ФСБ России по Калининградской области на границе Ингушетии и Чечни.
13 января 1996 года направлен на боевую стажировку в КОПО (Кавказский Особый Пограничный Округ) в Назрановский пограничный отряд (воинская часть № 2094), где выполнял служебно-боевые задачи по охране и обороне административной границы с Чеченской Республикой; прослужив один месяц, попал в плен.

### Гибель
14 февраля 1996 года вместе с рядовыми Андреем Трусовым, Игорем Яковлевым и Александром Железновым заступил на пост. Во время дежурства ими была остановлена машина «Скорой помощи» под управлением бригадного генерала Ичкерии Руслана Хайхороева, в которой перевозилось оружие. При попытке досмотра солдаты были захвачены в плен. После обнаружения их исчезновения с поста солдат сначала объявили дезертирами. Милиционеры приходили домой к матери Родионова искать сына после его исчезновения. Версия того, что солдаты попали в плен, была принята после детального осмотра места происшествия и обнаружения следов крови и борьбы. Родионов и его сослуживцы подвергались пытками в последующие дни.
23 мая 1996 года, в свой день рождения, Евгений Родионов и его сослуживцы были убиты в плену. Чеченцы предложили Евгению снять нательный крест и принять ислам, но он ответил категорическим отказом, за что был обезглавлен. По словам матери, в убийстве признался Руслан Хайхороев — в присутствии иностранного представителя ОБСЕ он рассказал: «…У него был выбор, чтобы остаться в живых. Он мог бы веру сменить, но он не захотел с себя креста снимать. Бежать пытался…».
Евгений Родионов был похоронен близ деревни Сатино-Русское Подольского района Московской области (ныне деревня в составе городдского округа Троицк Троицкого административного округа Москвы), возле церкви Вознесения Христова.

## Почитание
В конце 2003 года стали звучать предложения о канонизации Евгения Родионова. Одним из инициаторов прославления Евгения был председатель комитета «За нравственное возрождение Отечества», настоятель храма святителя Николая в Пыжах протоиерей Александр Шаргунов, а также Александр Проханов. Мать Евгения была приглашена в синодальную комиссию по канонизации Русской православной церкви (РПЦ), где её выслушали. Комиссия сделала следующие выводы о смерти Евгения и его возможной канонизации: сообщения о мученической кончине Евгения Родионова записаны только со слов матери, которая саму смерть сына не видела. Она также не может с уверенностью подтвердить, что сына её заставляли отречься от Христа. С предполагаемым убийцей Евгения — Русланом Хайхороевым — мать виделась только один раз в жизни, в течение 7 минут; во время этой встречи Руслан Хайхороев, по свидетельству матери, ничего не рассказывал об обстоятельствах кончины Евгения Родионова. Никаких свидетелей и свидетельств о мученической кончине, кроме матери Родионова, нет. В начале 2004 года синодальная комиссия по канонизации отказала в канонизации из-за отсутствия достоверных сведений о мученической в церковном смысле кончине и о том, что Родионов вёл сознательную церковную жизнь. Тем не менее бывший тогда и. о. председателя Синодального отдела Московского патриархата по взаимодействию с Вооружёнными силами протоиерей Димитрий Смирнов утверждал, что «вопрос о канонизации рядового Евгения Родионова будет решён положительно — это вопрос времени».
25 сентября 2010 года в городе Кузнецке Пензенской области был открыт и освящён памятник Евгению Родионову: бронзовая свеча, пламя которой обнимает фигуру Евгения; вокруг головы Евгения — нимб, в руках у него восьмиконечный крест. Памятник установлен на территории школы № 4, носящей имя Евгения Родионова. Заведующий сектором военно-воздушных сил Синодального отдела Московской патриархии по взаимодействию с Вооружёнными силами священник Константин Татаринцев предлагает прославление по формуле «Воин-мученик Евгений Родионов и иже с ним пострадавшие воины Андрей, Игорь и Александр».
Евгений Родионов является местночтимым святым в Астраханской митрополии и Сербии.
В мае 2011 года включён как «новомученик Евгений Воин» в воинскую панихиду, рекомендованную православным капелланам армии Соединённых Штатов Америки для совершения поминовения погибших воинов в праздник Усекновения главы Иоанна Предтечи и Димитриевскую субботу.
В январе 2013 года член Синодальной комиссии по канонизации святых протоиерей Олег Митров заявил: «Вопреки ожиданиям почитателей Евгения Родионова, солдата, погибшего в 1996 году в Чечне, сведений, подтверждающих гибель Родионова за веру, на данный момент не имеется, и о конкретных обстоятельствах гибели Евгения ничего неизвестно».
27 апреля 2016 года в Москве на очередном заседании круглого стола Изборского клуба, объединяющего экспертов, аналитиков, публицистов и политиков патриотического толка, было подписано обращение к Патриарху Кириллу с просьбой запустить процесс подготовки канонизации (прославления в лике святых) Евгения Родионова, поскольку 23 мая 2016 года исполнялось ровно 20 лет со дня его гибели. Как было сказано в обращении, фигура воина-мученика Евгения Родионова является образцом героизма и подвижничества, мученичества за Веру и Отечество, столь необходимого нашему народу, в первую очередь, молодому поколению. Участники круглого стола также призвали называть именем воина Евгения улицы и площади российских городов. Было отмечено, что нынешняя власть Чечни с огромным уважением относится к подвигу Евгения Родионова. Среди подписантов нынешнего обращения — видные священнослужители, советник Президента России Сергей Глазьев, депутат Госдумы Евгений Фёдоров, Президент Академии геополитических проблем Леонид Ивашов, а также мэры городов Красногорска и Кузнецка, где родился и учился Евгений Родионов.

## Молитвы и иконы
Протоиерей Валентин Сидоров составил службу мученику воину Евгению. Служба включает стихиры для малой и великой вечерни, для утрени, канон мученику Евгению, включающий 9 песней и акафист, и молитву святому мученику Евгению.
Молитва мученику Евгению:

Страстотерпче Российский, воине Евгение! Милостиво приими молитвы наша с любовию и благодарением тебе приносимые пред святою твоею иконою. Услыши нас, слабых и немощных, с верою и любовию поклоняющихся пресветлому образу твоему. Твоя пламенная любовь ко Господу, верность Ему Единому, твоя неустрашимость пред муками даровали тебе жизнь вечную. Ты не снял Креста с груди своей ради жизни сея временныя. Крест твой всем нам просиял звездой путеводной на пути спасения. Не остави нас на этом пути, святый мучениче Евгение, со слезами тебе молящихся.
Молитва мученику Евгению Родионову, составленная иеромонахом Варлаамом (Якуниным) из Республики Алтай. Кондак, глас 4-й:

Явился еси преудивлению крепостию, Христову терпению даже до смерти подражая, агарянскаго мучительства не убоялся еси, и Креста Господня не отреклся еси, смерть от мучителей яко чашу Христову прияв; сего ради вопием ти: святый мучениче Евгение, присно моли за ны, страдальче.
В десятках храмов находятся портреты Евгения (портрет-икона на алтарной двери в храме апостолов Петра и Павла в усадьбе Знаменка возле Петергофа находился примерно с 2000 г. и убран по неизвестной причине примерно в 2010-11 гг.; на Алтае — в Акташе, Новоалтайске, Заринске и др.). Иконы воина Евгения Русского пишутся и в Сербии. Образ «Evgheni Militarul» в росписи церкви Св. Валерия в Кишинёве, Молдова.
На Украине у священника Вадима Шкляренко из Днепропетровска мироточил образ Евгения Родионова. «Миро светлого цвета, с легким запахом хвои». Мироточил образ Евгения 20 ноября 2002 года в храме во имя святого мученика Евгения на Алтае.
23 августа 2008 г. в Харькове освящен новопостроенный храм в честь иконы Божией Матери «Взыскание погибших» и в память подвига веры воина-мученика Евгения Родионова и иже с ним убиенных воинов. Также образ Евгения в полный рост расписан в храме святого мученика Иоанна Воина, который располагается на территории Военного института танковых войск Национального технического университета «Харьковский политехнический институт».

## Мнения
Дмитрий Дудко, священник:

Евгений Родионов принял мученическую смерть за Христа, за веру православную. Это подвиг редчайший! С одной стороны, его смерть вызывает скорбь, с другой — вселяет бодрость. Константин Великий увидел крест и сказал: «Сим победиши». Так и мы, видя то, что свершилось, говорим: «Только верой мы победим!» Потому что, если оглянуться вокруг, — ничто нас не спасёт. Действительно, человек жил среди нас в очень трудное время, пожалуй более трудное, чем советское, когда было безбожие. Безбожие вынести легче, развращение — труднее. Но он в развращенное время сохранил веру. Казалось бы, от него требовали немного — снять крестик. Всенародно отказаться от Христа. В Святом Евангелии Господом Иисусом Христом сказано: «Кто отречётся от Меня пред людьми, от того и Я отрекусь пред Отцем Моим Небесным». Иисус Христос есть Сын Бога, воплотившийся в наш падший мир. Иисус Христос (Спаситель) являл на земле Бога Отца во плоти, являясь вторым лицом Пресвятой Троицы, показав истину Единого Триипостасного Бога в лице Отца и Сына и Духа Святого. Аминь.
Рамзан Кадыров, глава Чеченской Республики:

Моё мнение о гибели солдата Родионова, которого убили бандиты, требуя изменить своей вере, — это геройский поступок одного человека и подлая мерзость тех, кто его убил.
Вопрос канонизации и обстоятельства смерти Родионова неоднократно подвергались критике, в частности иконография святого. Вопрос «народной канонизации» также стал объектом антропологических исследований.
В марте 2012 года в интервью «Санкт-Петербургским ведомостям» сотрудник Синодальной комиссии по канонизации и профессор Санкт-Петербургской духовной академии протоиерей Георгий Митрофанов заявил, что канонизация Евгения Родионова невозможна, несмотря на широкое почитание его подвига в народе: «на нас оказывалось большое давление, и мы исследовали вопрос о канонизации Евгения очень серьёзно. Даже беседовали с его матерью, которая в свое время разговаривала с полевым командиром Русланом Хайхароевым, отряд которого захватил Евгения в плен и где его убили. То есть мы докопались почти до первоисточников. Но подлинные обстоятельства гибели так и остались невыясненными, поэтому канонизация невозможна. Припоминаю, как один высокопоставленный священнослужитель в полемике с нашей комиссией тогда сказал: „Не так уж важно, как он погиб! Необходим православный символ для наших вооружённых сил!“. Такая постановка вопроса категорически недопустима. Бог говорит с человеком через историю, поэтому воспроизвести историческую картину такой, какая она была, — значит увидеть то, чему Бог благословил или попустил произойти в этом мире. Если мы начнем историческую реальность подменять мифами, пусть даже с благими православными намерениями, то рискуем потерять чувство исторической реальности. А это прямой путь к духовной прелести, к духовной, государственной, культурной дезориентации. Ложью нельзя утверждать истину. Твёрдость и принципиальность Синодальной комиссии приходится проявлять часто. В противном случае мы имели бы сейчас в святых Сталина, Распутина, Жукова, Ивана Грозного…»".